# 神子柴寿昭
神子柴 寿昭（みこしば としあき、1957年11月15日 - ）は、日本の経営者。本田技研工業取締役会長、日本自動車工業会副会長。

## 人物・経歴
1980年、早稲田大学教育学部を卒業し本田技研工業へ入社。2008年執行役員、2014年常務執行役員欧州地域本部長、2015年専務執行役員、2016年北米地域本部長等を経て、2019年4月より取締役会長に就任。2019年6月、自動車公正取引協議会会長。